# Anna Mosenkova
Anna Mosenkova, född den 13 juni 1973 i Tallinn, är en estländsk isdansare. Med sin tävlingspartner Sergei Sychyov vann hon det estländska mästerskapet 2000-2002. Hon har även deltagit vid VM och EM och som bäst kommit 21:a på EM. Paret har också tävlat i ISU Grand Prix of Figure Skating. Deras tränare var Lea Rand. Förutom med Sychyov har hon också tävlat med Dmitri Kurakin. 